# Воля (политическая партия, Болгария)
Воля  (болг. Воля; до 2016 года была известен как днесь, ранее как либеральный Альянс) — популистская политическая партия в Болгарии.

## История
Партия была основана Веселином Марешким 15 июля 2007 года в качестве либерального Альянса. За короткий период времени партия была переименована в  партию днесь  и, наконец, нынешнее название, "Воля", было принято 28 ноября 2016 года.

## Политические взгляды
Партия "Воля" включает в себя элементы популизма и реформизма, воспитание патриотизма, строгий иммиграционный контроль, дружественные отношения с Москвой и, удаление коррумпированного политического истеблишмента.

## Выборы

### Статистика
| Выборы | # мест    | # от общего числа голосов | процентов голосов избирателей | ранг |
| ------ | --------- | ------------------------- | ----------------------------- | ---- |
| 2009   | 0 из 240  | -                         | -                             | -    |
| 2013   | 0 из 240  | 8,873                     | 0.25%                         | 19-й |
| 2014   | 0 из 240  | -                         | -                             | -    |
| 2017   | 12 из 240 | 145,637                   | 4.15%                         | 5-й  |